# Joško Gvardiol
Joško Gvardiol, född 23 januari 2002 i Zagreb i Kroatien, är en kroatisk fotbollsspelare som spelar för Manchester City. Han representerar även det kroatiska landslaget.

## Klubbkarriär

### Dinamo Zagreb
Efter att ha spelat för Dinamo Zagrebs ungdomslag i många år debuterade Gvardiol för A-laget i oktober 2019.

### RB Leipzig
Den 28 september 2020 värvades Gvardiol av RB Leipzig på ett femårskontrakt. Han lånades omedelbart tillbaka till Dinamo Zagreb för resten av säsongen 2020/2021 och anslöt till Leipzig inför säsongen 2021/2022.
Han debuterade för klubben den 20 augusti 2021 i en 4–0-vinst mot VfB Stuttgart i Bundesliga.

### Manchester City
Den 5 augusti 2023 värvades Gvardiol av Manchester City på ett femårskontrakt.